# Курико (провінція)
Провінція Курико (ісп. Provincia de Curicó) — провінція у Чилі у складі області Мауле. Адміністративний центр — Курико. Складаєтьсяз 9 комун. Територія — 7280,9 км². Населення — 244 053 особи. Густота населення — 33,52 осіб/км².

## Географія
Провінція межує:
- на півночі — провінції Кольчагуа та Карденаль-Каро
- на сході — провінція Мендоса (Аргентина)
- на півдні — провінція Лінарес
- на заході — Тихий океан

## Адміністративний поділ
Провінція складається з 9 комун:

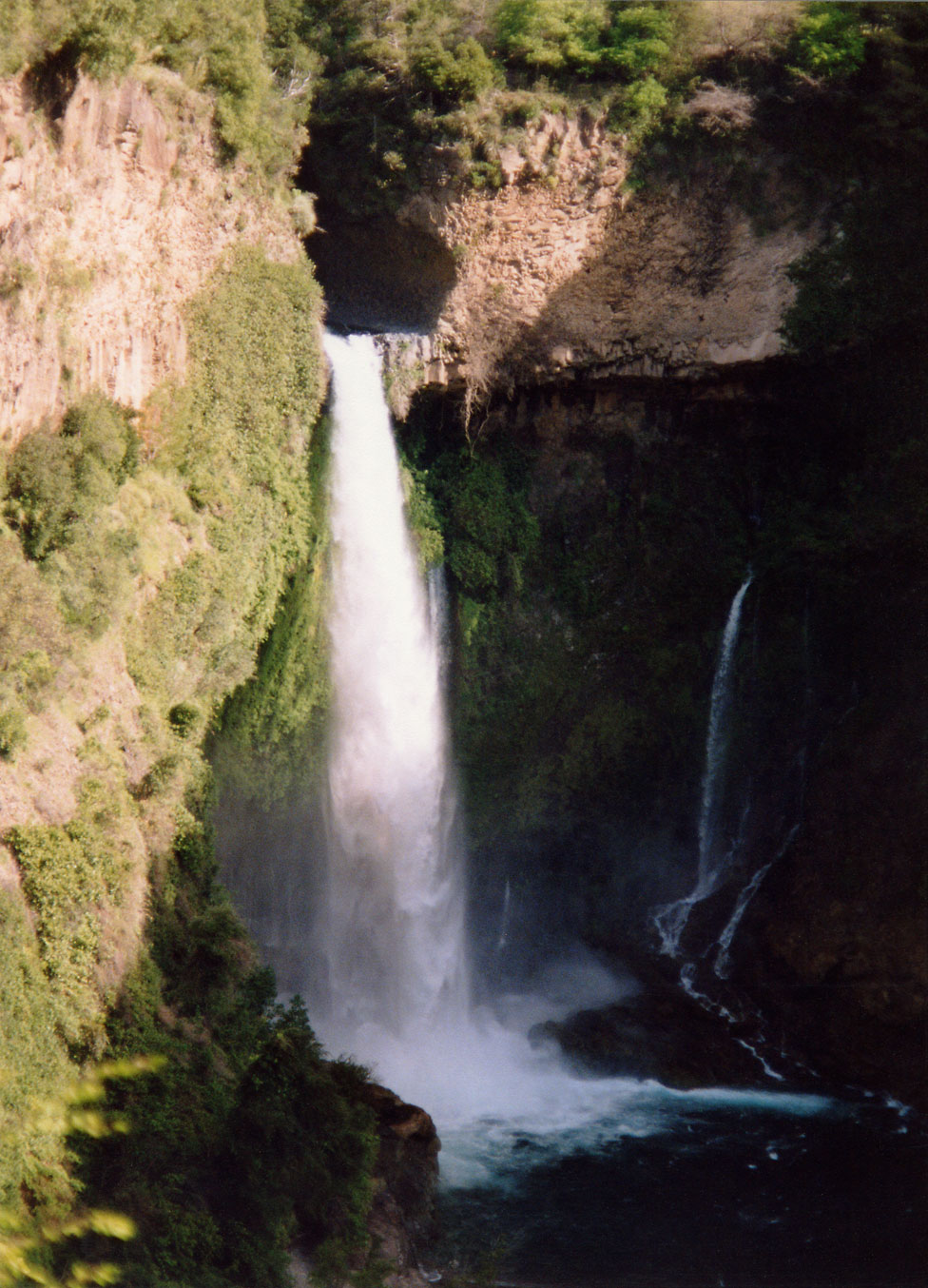
У чилійській центральній долині, водоспад Фата Нареченої.

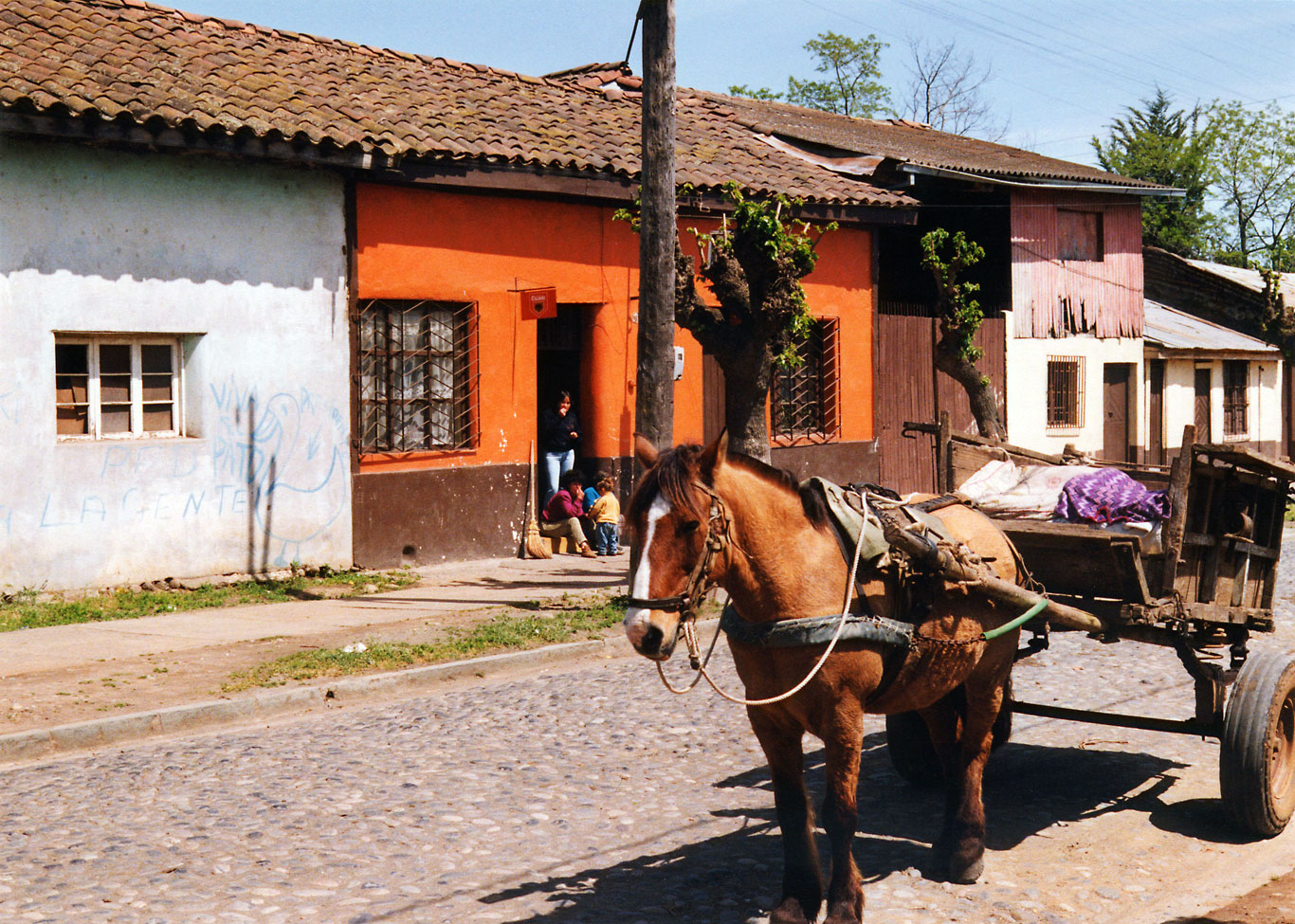
Моліна, провінція Курико

- Курико. Адміністративний центр — Курико.
- Уаланьє. Адмін. центр — Уаланьє.
- Лікантен. Адмін. центр — Лікантен.
- Моліна. Адмін. центр — Моліна.
- Рауко. Адмін. центр — Рауко.
- Ромераль. Адмін. центр — Ромераль.
- Саграда-Фамілія. Адмін. центр — Саграда-Фамілія.
- Тено. Адмін. центр — Тено.
- Вічукен. Адмін. центр — Вічукен.